# Harald Sandberg (skådespelare)
Johan Harald Hildetand Sandberg, född 1871 i Stockholm, död 27 oktober 1929 i Helsingfors, var en svensk skådespelare och teaterdirektör.

## Biografi
Sandberg räknades under decennier som Helsingforsscenens mest kända och uppskattade skådespelare. Åren 1900–1904, 1911–1917 och 1920–1929 var han engagerad vid Svenska Teatern i Helsingfors. Innan dess hade han varit anställd hos E. Rylander, där han 1893 debuterade som Didier i Syrsan, 1894–1895 vid Folkteatern i Stockholm, 1896–1897 hos A. Collin och 1897–1900 hos Hjalmar Selander. Då Sandberg 1904 lämnade Finland, blev han först engagerad vid Hugo Rönnblads sällskap, varefter han hösten 1905, tillsammans med sin hustru i andra giftet, Lotten Lundberg-Seelig startade ett eget sällskap, med vilket de fram till 1908 bereste svenska och finska landsorten. 
Under sina första år vid scenen spelade Sandberg främst älskarrollerna såsom Bengt Lagman i Bröllopet på Ulfåsa, Maxime Odiot i En fattig mans äventyr, Bertel i Regina von Emmeritz och Falk i Kärlekens komedi, men övergick senare till karaktärskroller som Othello, Hamlet, Osvald i Gengångare, Mefistofeles i Faust, Quasimodo i Ringaren i Notre Dame, Erik XIII i Engelbrekt och hans dalkarlar, Dagobert i Den vandrande juden och greve Dunois i Orleanska jungfrun
1906 bestod teatersällskapet, förutom Sandberg själv av hans hustru Lotten Seelig-Sandberg, Bertha Hansson, Olga Lundström, Alfred Andersson, Anders Frithiof, Anna Johansson, Hugo Rosenquist, Bertha Hjort, Nils Hjort, Hilda Rosenquist, Carl Nyman, Sigrid Karlsén, Erik Petschler samt kapellmästare Carl Baum. Sällskapet inledde sin turné i Karlstad den första september 1906, Repertoaren för turnén bestod av Faust, Gengångare, Regina von Emmeritz, Den vandrande juden och farsen Lätta kavalleriet.

### Privatliv
Gift första gången 1902–1905 med skådespelerskan Selma Wiklund, gift andra gången 1906–1912 med skådespelerskan Lotten Lundberg-Seelig, med vilken han fick dottern Stina Seelig, och gift tredje gången med skådespelerskan Alice Blomqvist. Med Ebba Chave fick han sonen Kotti Chave.

## Teater

### Roller (ej komplett)
| År   | Roll                            | Produktion                                                                       | Regi               | Teater                       |
| ---- | ------------------------------- | -------------------------------------------------------------------------------- | ------------------ | ---------------------------- |
| 1893 | Polisen                         | Picardan är hemma Alexandre Bisson                                               |                    | Djurgårdsteatern             |
| 1893 | Beväring 92                     | Spökerierna på slottet, revy Eric Sandberg                                       |                    | Djurgårdsteatern             |
| 1908 | Målaren                         | Strandbyfolk Holger Drachmann                                                    |                    | Östermalmsteatern            |
| 1908 |                                 | En smålänning, eller Sin egen lyckas smed Algot Sandberg                         |                    | Östermalmsteatern            |
| 1909 |                                 | Bröderna Hansen Edgard Høyer                                                     | Peter Fjelstrup    | Östermalmsteatern            |
| 1910 |                                 | Min nièce Gustaf von Horn                                                        |                    | Svenska teatern, Stockholm   |
| 1920 | Kungen                          | Prinsessans visa Anna Wahlenberg                                                 | Gustaf Nessler     | Svenska Teatern, Helsingfors |
| 1920 | Samuel Sibley                   | Milstolpar (Milestones) Arnold Bennett                                           | Helge Wahlgren     | Svenska Teatern, Helsingfors |
| 1926 | Baron de Courcieux              | De nya herrarna (Les Nouveaux Messieurs) Robert de Flers och Francis de Croisset | Harry Roeck-Hansen | Svenska Teatern, Helsingfors |
| 1927 | Hertig Esteban de Santa-Tallano | Markisinnan (The Marquise) Noël Coward                                           | Gustaf Nessler     | Svenska Teatern, Helsingfors |
| 1928 | Edward Lennox                   | Bättre folk (The Best People) Avery Hopwood och David Gray                       | Tollie Zellman     | Svenska Teatern, Helsingfors |

### Fotnoter
1. ↑  ”Finsk-svensk skådespelare död”. Svenska Dagbladet:  s. 7. 28 oktober 1929. https://www.svd.se/arkiv/1929-10-28/7. Läst 5 oktober 2017.
2. ↑  Chave, Kotti i Vem är det 1985
3. 1 2  P.S. (13 juni 1893). ”Teater och Musik: Djurgårdsteatern sommarrevy”. Dagens Nyheter:  s. 2. http://arkivet.dn.se/tidning/1893-06-13/8652/2. Läst 20 juni 2017.
4. ↑  Bo Bergman (2 september 1908). ”Teater, konst, litteratur”. Dagens Nyheter:  s. 3. http://arkivet.dn.se/tidning/1908-09-02/13774A/3. Läst 5 februari 2017.
5. ↑  –e –m (2 september 1908). ”Teater och musik: Östermalmsteatern: Strandbyfolk”. Svenska Dagbladet:  s. 8. https://www.svd.se/arkiv/1908-09-02/8. Läst 5 februari 2017.
6. ↑  ”Teater, konst, litteratur”. Dagens Nyheter:  s. 3. 3 december 1908. http://arkivet.dn.se/tidning/1908-12-03/13866a/3. Läst 5 februari 2017.
7. ↑  ”Teater, konst, litteratur”. Dagens Nyheter:  s. 3. 31 mars 1909. http://arkivet.dn.se/tidning/1909-03-31/13979A/3. Läst 6 februari 2017.
8. ↑  ”Teater, konst, litteratur”. Dagens Nyheter:  s. 9. 27 december 1910. http://arkivet.dn.se/arkivet/tidning/1910-12-27/14598/9. Läst 8 augusti 2015.
9. 1 2  ”Litteratur och konst: Svenska teatern”. Hufvudstadsbladet:  s. 10. 24 december 1920. https://digi.kansalliskirjasto.fi/sanomalehti/binding/1394716?page=10. Läst 29 december 2024.
10. ↑  Hj. L. (18 maj 1926). ”Tollie Zellmans gästspel på Svenska teatern: 'De nya herrarna.'”. Hufvudstadsbladet:  s. 8. https://digi.kansalliskirjasto.fi/sanomalehti/binding/1534167?page=8. Läst 28 december 2024.
11. ↑  K. N–s. (18 maj 1926). ”Parisisk teater på Svenska teatern”. Svenska Pressen:  s. 2. https://digi.kansalliskirjasto.fi/sanomalehti/binding/1734407?page=2. Läst 28 december 2024.
12. ↑  Hj. L. (4 december 1927). ”Tollie Zellman börjar sitt gästspel i Markisinnan”. Hufvudstadsbladet:  s. 14. https://digi.kansalliskirjasto.fi/sanomalehti/binding/1535004?page=14. Läst 29 december 2024.
13. ↑  Hj. L. (27 januari 1928). ”Edvin Ingbergs 25-årsjubileum på Svenska teatern”. Hufvudstadsbladet:  s. 10. https://digi.kansalliskirjasto.fi/sanomalehti/binding/1535084?page=10. Läst 29 december 2024.